# Rustia angustifolia
Rustia angustifolia är en måreväxtart som beskrevs av Karl Moritz Schumann. Rustia angustifolia ingår i släktet Rustia och familjen måreväxter. Inga underarter finns listade i Catalogue of Life.